# Вазописець Пістіччі

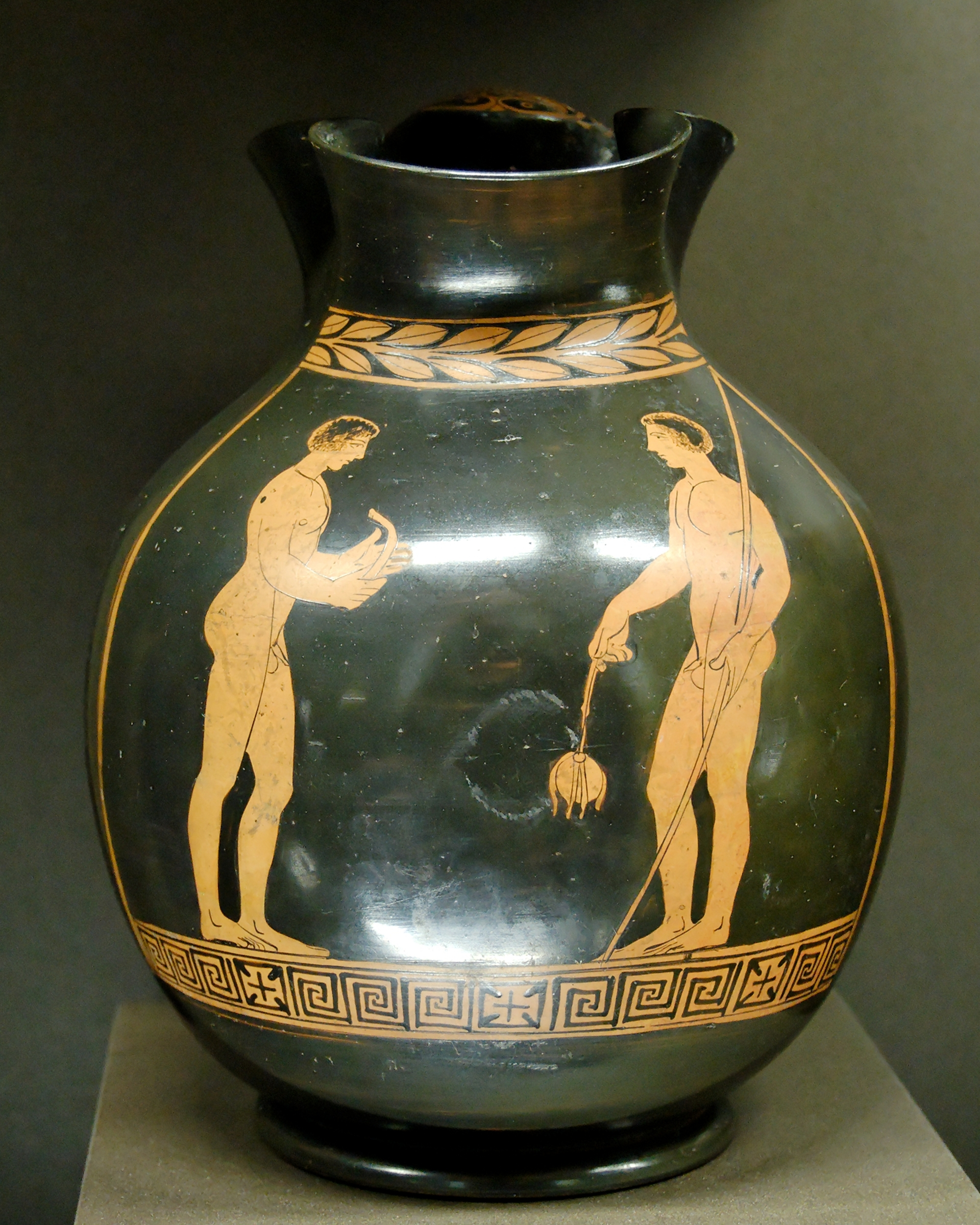
Ойнохоя із зображенням двох атлетів, Вазописець Пістіччі, Лувр

Вазописець Пістіччі (англ. Pisticci Painter, нім. Pisticci-Maler) — анонімний давньогрецький вазописець, працював у Луканії у V столітті до н. е. у червонофігурній техніці. Вважається зачинателем луканійського вазопису.
Свою умовне ім'я майстер отримав за назвою міста Пістіччі, у регіоні Базиліката, провінція Матера, де знайдено більшість його робіт. Значний вплив Вазописець Пістіччі здійснив на ранні роботи іншого анонімного художника — Вазописця Аміка.

## Відомі роботи
- ойнохоя із зображенням двох атлетів, один з яких тримає стригіль, інший — арибал. Нині зберігається у Луврі, експонат MNE964[2].
- гідрія, знайдена у родинному некрополі Сант'Анджело під час розкопок 1979 року[3].
- весільний лебес зі сценою гонитви Ероса за зайцем, знайдений у похованні 354 некрополя Пантанелло[3].
- гідрія із поховання 12 Салдонського некрополя із зображенням Зевса, що висікає блискавки[3].
- скіфос із зображенням Пана та Менади[4]